# Saint-Poix
Saint-Poix è un comune francese di 405 abitanti situato nel dipartimento della Mayenne nella regione dei Paesi della Loira.

## Società

### Evoluzione demografica
Abitanti censiti